# Sanders gammelskog
Sanders gammelskog är ett kommunalt naturreservat i Falu kommun i Dalarnas län.
Området är naturskyddat sedan 2014 och är 58 hektar stort. Reservatet består av skog där inslaget av tall är stort. Här finns också flera mindre myrar, fuktstråk och en lok (blöthål).